# تایسوکه فوجیگایا
تایسوکه فوجیگایا (انگلیسی: Taisuke Fujigaya؛ زادهٔ ۲۵ ژوئن ۱۹۸۷) موسیقی‌دان اهل ژاپن است. وی از سال ۱۹۹۹ میلادی تاکنون مشغول فعالیت بوده‌است.